# Památník obětem komunismu (Hradec Králové)
 Památník obětem komunismu v Hradci Králové je pískovcový památník, který byl odhalen 23. května 1998 a má být připomínkou všech nevinných obětí zvůle komunistického režimu.

## Popis památníku
Na hrubě otesané pískovcové podestě stojí vysoká stéla z téhož materiálu, rovněž pouze hrubě opracovaná. Na přední straně mezi čtvercovým mřížováním vhloubeným do kamene je nápis z kovového písma: „Obětem komunismu 1948-1989“.

## Historie
Iniciátorem postavení památníku byl Karel Páral, v letech 1990-1998 předseda okresní organizace Konfederace politických vězňů v Hradci Králové, který si odvrácenou tvář komunistického režimu zažil na vlastní kůži, neboť v roce 1949 byl zatčen a v letech 1950-1960 také vězněn.
Autorem památníku je akademický sochař Jan Wagner a k jeho slavnostnímu odhalení na Riegrově náměstí došlo 23. května 1998. Při proběhlé rekonstrukci onoho náměstí byl objekt přemístěn z původního místa o několik metrů opodál, a tak byl 17. listopadu 2008 při setkání pořádaném Konfederací politických vězňů znovuvysvěcen.
Od svého odhalení se stal místem pravidelného setkávání občanů, kteří chtějí každoročně 17. listopadu vzpomenout a připomenout si „Den boje za svobodu a demokracii“ a „Den mezinárodního studentstva“.